# Stolt Ilex
Pour les articles homonymes, voir Stolt et Ilex.
Le Stolt Ilex est un tanker utilisé pour le transport de produits pétroliers et chimiques. Il a été construit en 2010 par la compagnie Fukuoka Shipbuilding Co., une compagnie japonaise fondée en 1947 et spécialisée dans la construction de navires, basée dans les villes de Fukuoka et Nagasaki,

## Histoire
En 2010-2011 le navire était baptisé le Golden Topstar et naviguait sous pavillon panaméen. Ensuite jusqu'en 2016 le navire appartenait à la compagnie Jo Tankers, et naviguait sous le nom Jo Ilex. La compagnie Jo Tankers a été racheté en novembre 2016 par Stolt-Nielsen, et le navire a ensuite été renommé le Stolt Ilex .